# Narcís Serra
Narcís Serra i Serra, né le 30 mai 1943 à Barcelone, est un homme politique espagnol membre du Parti des socialistes de Catalogne (PSC).
Il est maire de Barcelone entre 1979 et 1982, ministre de la Défense de 1982 à 1991, député de Barcelone au Congrès entre 1986 et 2004, vice-président du gouvernement de 1991 à 1995 et premier secrétaire du PSC de 1996 à 2000.

## Biographie

### Un économiste urbaniste
Licencié en sciences économiques de l'université de Barcelone, il a été directeur des études statistiques de la chambre de commerce de Barcelone en 1965.
Il fonde par la suite un cabinet d'études qui sera chargé du Plan de la Ribera, projet d'urbanisme qui fut à l'origine de la rénovation du quartier de la Ribera dans les années 1990. Il entre au PSC en 1978.

### Maire de Barcelone
À la suite de la chute du franquisme, il intègre le gouvernement provisoire de la Catalogne. Sous l'autorité de Josep Tarradellas, il est nommé le 5 décembre 1977, à 34 ans, conseiller à la Politique territoriale et aux Travaux publics.
Il est relevé de ces fonctions le 22 mars 1979. Le 3 avril suivant, il mène en effet la liste du PSC à Barcelone. Avec 33,9 % des suffrages, il se classe en tête mais compte seulement 16 élus sur 43. Lors du vote d'investiture le 19 avril, Narcís Serra atteint 35 voix, bénéficiant de l'appui du Parti socialiste unifié de Catalogne (PSUC), de Convergence et Union (CiU) et de la Gauche républicaine de Catalogne (ERC).

### Ministre de la Défense
Le 3 décembre 1982, environ cinq semaines après la victoire du PSOE aux élections générales, il devient à 39 ans ministre de la Défense dans le premier gouvernement de Felipe González. La veille, il avait démissionné de la mairie de Barcelone au profit de Pasqual Maragall.
À ce poste, jugé à l'époque très difficile après la tentative de coup d'État militaire du 23 février 1981, il se voit confier la modernisation et la démocratisation des forces armées. En 1986, c'est à lui qu'il revient de défendre le revirement socialiste sur le maintien dans l'OTAN à l'occasion du référendum convoqué à ce sujet. Pendant la campagne des législatives de 1982, le PSOE avait annoncé cette consultation et qu'il ferait campagne pour le « non », une prise de position devenue très populaire à gauche. Le maintien dans l'Alliance atlantique sera approuvée par 52,5 % des suffrages.
Lors des élections anticipées de 1986, il est investi en tête de liste dans la province de Barcelone et fait ainsi son entrée au Congrès des députés.

### Vice-président du gouvernement
À l'occasion de l'important remaniement ministériel du 13 mars 1991, Narcís Serra est nommé vice-président du gouvernement à 47 ans, environ deux mois après la démission d'Alfonso Guerra. Il devient ainsi le bras de droit de Felipe González.
Reconduit après la victoire – à la majorité relative – du PSOE aux élections de juin 1993, il annonce sa démission le 28 juin 1995, celle-ci étant effective cinq jours plus tard sans qu'un successeur ne lui soit nommé. Son départ est contraint par la révélation, deux semaines auparavant, de la pratique d'écoutes illégales orchestrées par les services secrets (CESID) sur d'importantes personnalités publiques, dont le roi Juan Carlos Ier.

### Premier secrétaire du PSC
Il est toutefois réélu député aux élections de mars 1996, qui voient les socialistes basculer dans l'opposition après quatorze années au pouvoir. Au Congrès, il devient ainsi président de la commission des Budgets.
Trois mois plus tard, un accord entre les différentes factions du Parti des socialistes de Catalogne prévoit qu'il en prenne la direction en remplacement de Raimon Obiols, lui-même choisi pour en occuper la présidence honorifique. Il est effectivement élu le 13 octobre avec 76 % de suffrages favorables. En 1998, il appuie la candidature de Pasqual Maragall à la présidence de la Généralité dans le cadre de l'élection de 1999, qui se soldera par une victoire en voix des socialistes.
Il est remplacé, le 18 juin 2000, par le maire de Cornellà de Llobregat José Montilla.
Pour les élections générales de mars 2004, il renonce à postuler et la tête de liste dans la province de Barcelone, qu'il occupait depuis 1986, revient là aussi à Montilla.

### Après la politique
En mai 2005, il est élu président de la Caixa Catalunya, première banque de Catalogne.
En 2006 il reçoit la Creu de Sant Jordi, distinction décernée par la Généralité de Catalogne.
Il est depuis 2004, le président de l'Institut d'études internationales de Barcelone (IBEI) où il donne des cours dans le domaine de la sécurité internationale.